# Mucroberotha minteri
Mucroberotha minteri là một loài côn trùng trong họ Berothidae thuộc bộ Neuroptera. Loài này được U. Aspöck & Mansell miêu tả năm 1994.